# Frank B. Kellogg
Frank Billings Kellogg (22. prosince 1856 Potsdam – 21. prosince 1937 Saint Paul) byl americký advokát, politik a státník, který zasedal v americkém Senátu a byl ministrem zahraničních věcí USA. Je spoluautorem Briand-Kelloggova paktu, za což v roce 1929 získal Nobelovu cenu míru.

## Biografie
Advokáta začal dělat v roce 1877. Jako republikán byl v roce 1916 zvolen do Senátu USA, kde působil od 4. března 1917 do 4. března 1923. Od roku 1923 do roku 1925 byl velvyslancem do Spojeného království.
Mezi lety 1925–1929 byl ministrem zahraničních věcí USA v kabinetu prezidenta Calvina Coolidgeho. V roce 1928 spolu s francouzským ministrem zahraničí Aristidem Briandem vytvořili Briandův–Kelloggův pakt, za který v roce 1929 získal Nobelovu cenu za mír. Mezi lety 1930–1935 byl soudcem stálého dvora mezinárodní spravedlnosti. Den před svými jednaosmdesátými narozeninami umřel na zápal plic.